# اسب با دم پرنده
اسب با دم پرنده (انگلیسی: The Horse with the Flying Tail) فیلمی در ژانر مستند است که در سال ۱۹۶۰ منتشر شد.